# Eugenia bergii
Eugenia bergii là một loài thực vật có hoa trong Họ Đào kim nương. Loài này được Nied. in Engl. & Prantl mô tả khoa học đầu tiên năm 1893.